# Heinrich Weyer (Mediziner)
Heinrich Weyer (auch: Wierus) (* um 1545 vermutlich in Arnheim; † 16. September 1591 in Köln) war ein niederländisch-deutscher Mediziner und Leibarzt zweier Trierer Kurfürsten.

## Leben
Heinrich Weyer war ein Sohn des Arztes und Gegners der Hexenverfolgung Johann Weyer (1516–1588) und dessen erster Frau Judith Wintgens († 1572). Er stammte aus einer adeligen Familie und bezeichnete sich selbst als „Sicamber“, d. h. jemand, der vom Niederrhein bzw. aus Geldern stammte. Sein Vater war ab 1545 Stadtarzt in Arnheim und wurde 1550 als Leibarzt an den Klever Hof berufen.
Heinrich Weyer studierte 1559 zusammen mit seinem Bruder Dietrich (um 1540/42–1604), dem späteren kurfürstlichen Rat und Agenten der Republik der Vereinigten Niederlande, an der neugegründeten Académie de Genève (immatrikuliert als „Henricus Wierus Clivanus“). 1560 hörten beide Brüder den Gräzisten Adrianus Turnebus (1512–1565) am Collegium Trilingue in Paris.
Am 5. September 1561 immatrikulierte er sich als „Henricus Wierus, germanus“ in Montpellier und am 12. November 1562 als „Henricus Wierius Clivensis“ in Padua. 1564 wurde er an der Universität Bologna promoviert („Henricus Wierus Sicamber Germanus“). Sein Vater bezeichnete ihn wenig später unter Bezug auf die beiden italienischen Studienorte als „philosophiae & medicinae Doctor (= Doktor der Philosophie und der Medizin)“.
Am 11. August 1564 schrieb Heinrich Weyer sich als promovierter Mediziner an der Universität zu Köln ein („Henr. Wierus Clivensis Medicinar. Doctor Bononiae promotus iur. et solv.“). Der Dekan der medizinischen Fakultät Mauritius Seidel († 1574) erteilte Heinrich Weyer nach Prüfung seiner Zeugnisse 1565 die Erlaubnis, öffentliche Vorlesungen über Heilkunde in Köln zu halten. Nach kurzer Lehrtätigkeit wurde ihm jedoch das Abhalten weiterer Vorlesungen verboten, da er sich kritisch über Aristoteles äußerte:
„In der nämlichen Fakultätssitzung [der Artistenfakultät am 2. August 1565] wurde beschlossen, dem Heinrich Weyer, Doktor der Medizin, der Dinge lehrte, die von Hippokrates und Galenus abweichen, und bei uns über die gesamte Philosophie des Aristoteles geringschätzig urteilte, die Türen zu schließen und ihm durch den Dekan der medizinischen Fakultät das Abhalten von Vorlesungen zu verbieten. Was dann auch geschah“.
Als 1564/65 fast alle Nonnen im Kölner Cellitinnenkloster Klein-Nazareth an heftigen hysterischen Anfällen litten, gehörte Heinrich Weyer zusammen mit seinem Vater Johann Weyer, Bürgermeister Constantin von Lyskirchen (1500–1581), dem ehemaligen Dechanten zu Kleve Johann Vos († nach 1565) von Altena (Altenanus) und dem Arzt Johann Bachoven van Echt (1515–1577) zu einer Untersuchungskommission, die das Kloster am 25. Mai 1565 inspizierte. Die Kommission vermutete, da sich früher junge Männer in das Kloster eingeschlichen hatten, dass deren Ausschluss die Wahnvorstellungen verursacht hatte.
Nach seinem Aufenthalt in Köln praktizierte Heinrich Weyer als Arzt in Lemgo und Köln.
1570 wurde Heinrich Weyer Leibarzt der Trierer Kurfürsten Jakob III. von Eltz (1510–1581) und Johann VII. von Schönenberg (1525–1599) und lebte in Trier und vor allem in Koblenz, wo sich die erzbischöfliche Residenz befand und Weyer sich mit seiner Familie niederließ. Der Heidelberger Professor für Medizin Heinrich Smetius (1537–1614) gab später einen von Heinrich Weyer 1570 verfassten medizinischen Brief zusammen mit einer Übersetzung heraus, die Heinrich Weyer aus einem Werk seines Vaters über die sogenannte Dithmarsche Krankheit („Varen“, ein Hautausschlag) angefertigt hatte.
Im Herbst 1575 begleitete er Erzbischof Jakob III. zum Regensburger Kurfürstentag, auf dem Rudolf II. von Habsburg (1552–1612) zum deutschen König gewählt wurde. Auf der Reise kam er auch durch Würzburg. Johannes Posthius (1537–1597), der dort als Leibarzt des Fürstbischofs lebte, hob in einem Empfehlungsschreiben an den Nürnberger Stadtarzt Joachim Camerarius (1534–1598) neben anderen Vorzügen hervor, dass „Heinrich Wyerus“ der reformierten Religion („pura religio“) anhänge. Um 1580 behandelten Weyer und der Koblenzer Apotheker Adolf Rotthaus eine Gräfin zu Crottorf, sehr wahrscheinlich handelte es sich um Katharina von Selbach genannt Lohe (1545–1582), Erbin von Crottorf, Witwe von Wilhelm II. von Hatzfeld-Wildenburg († 1570).
Als sich 1585 der päpstliche Nuntius Giovanni Francesco Bonomi (1536–1587) beschwerte, dass noch zwei Calvinisten, ein Arzt – der Stadtarzt Heso Meyer – und ein Goldschmied in Trier arbeiteten, ließ er den Leibarzt Weyer in Koblenz unerwähnt.
Der Archiater Heinrich Weyer „ὁ Μακαρίτος (= der Beneidenswerte)“ war Vorbesitzer einer mathematisch-musikalischen Sammelhandschrift aus dem 12./13. Jahrhundert, die von seinen Schwiegersohn Marquard Freher an Frans Nans (1525–1595) nach Dordrecht geschickt wurde und über Pieter Schrijver in die Bibliothèque nationale de France gelangte.
Weyer erkrankte 1591 bei einem Besuch seiner Schwägerin Clara Schenck, geb. van Echt, der Witwe des Kölner Ratssyndikus Werner Schenk (um 1534–1590), und starb in ihrem Hof zur Stesse „hinder St. Laurentz“ (heute: Laurenzplatz 1/3). Hermann von Weinsberg (1518–1597) schildert dieses Ereignis ausführlich in seiner Autobiografie. Als Protestant wurde Heinrich Weyer nach dem Bericht von Arnoldus Buchelius (1565–1641) auf eigenen Wunsch außerhalb des katholischen Kölns begraben.

## Familie
Heinrich Weyer war (⚭ vor 1569) verheiratet mit Margaretha (Margrit) Bachoven van Echt († 1580/83), Tochter des Arztes Johann Bachoven van Echt (1515–1576) aus Köln und dessen erster Frau Catharina Herl (Herel, Herlin, Hörnchen) († nach 1570). Sie hatten die Kinder

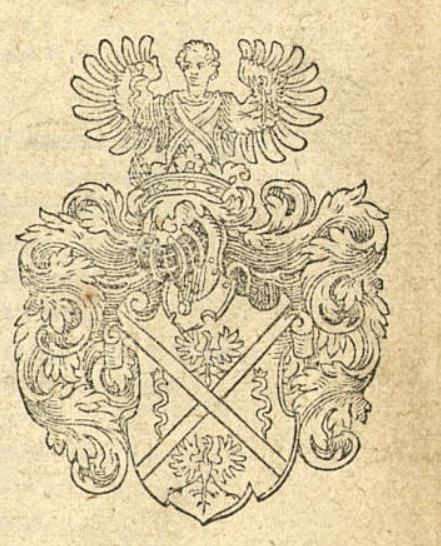
Wappen der Katharina Weyer, 1593

1. Katharina († Ostersonntag, 16. Apriljul. / 26. April 1598greg.), Grabstein in der Peterskirche Heidelberg,[23][24] Stammbucheinträgerin bei Anna von Winneburg und Beilstein (1570–1635),[25] heiratete 1593 den Heidelberger Juristen Marquard Freher (1565–1614).[1][26] Sie starb an einem hitzigen Fieber.[27] Ihre Kinder waren:
  1. Marquard Theodor Freher († 1594)[28]
  2. Philipp Freher († jung)[29]
2. Justina († nach 1637),[30] verheiratet mit Peter von Jornitz (Gornitz) genannt Steiss († 1637), Sohn von Matthias Steuß[31] und Elisabeth Streiff auf Schloss Lorentzen in der Grafschaft Saarwerden und Enkel des Trierer Webers und Zunftmeisters Peter Steuß;[32] 1589 auf dem Gymnasium in Hornbach, Pfandherr von Schloss Lorentzen; 1614 waren beide Eheleute Stammbucheinträger bei dem Cousin Wilhelm Weyer d. Ä. (* um 1580/85; † um 1645),[33]
3. Johannes (* 1. November 1570; † 4. April 1593), 1588 als „Joannes, Joannis nepos (= Enkel des Johann Weyer), Weierus Confluentinus“ immatrikuliert in Herborn, 1590 als „Joannes Weierus Confluentianus (= aus Koblenz)“ immatrikuliert in Heidelberg; ein Grabmal, das Marquard Freher seinem Schwager setzen ließ, befindet sich heute im Museum der Stadt Worms im Andreasstift.[21]

Galenus Weyer (1547–1619), Leibarzt der Herzöge Wilhelm V. (1516–1592) und Johann Wilhelm von Jülich-Kleve-Berg (1562–1609) und des Trierer Kurfürsten Lothar von Metternich (1551–1623, reg. 1599), war ein weiterer Bruder von Heinrich Weyer.

## Werke
- De endemio inter Westphalos affectu = Brief von Heinrich Weyer aus Koblenz an Heinrich Smetius in Lemgo vom 1. Mai 1570. In: Heinrich Smetius: Miscellanea Henrici Smetii A Leda Rub. F. Alostani Flandri In Acad. Heidelbergensi Med. Professoris ordinarii Medica, cum praestantissimis quinque medicis D. Thoma Erasto …, D. Henrico Brucaeo …, D. Levino Batto …, D. Joanne Weyero Juliacensis & Clivensis aulae archiatro, D. Henr. Weyero archepiscopi Trevirensis electoris archiatro, communicata, et in libros XII digesta, Jonas Rhodius, Frankfurt am Main 1611, Nr. X, S. 224–226 (Google-Books)
- (Übersetzung ins Lateinische)[34] Tractatvs Iohannis Wyeri Principvm Cliuensium Archiatri de Varenis morbo Endemio Westfalorum permolesto, ex Germanica lingua Latio donatus. In: Heinrich Smetius: Miscellanea Henrici Smetii A Leda Rub. F. Alostani Flandri In Acad. Heidelbergensi Med. Professoris ordinarii Medica. Jonas Rhodius, Frankfurt am Main 1611, S. 227–240 (Google-Books)